# Heterostrophus
Heterostrophus es un género extinto de peces actinopterigios prehistóricos. Fue descrito por Wagner en 1859.
Vivió en Alemania y Reino Unido.